# Ibâl-pî-El II.
Ibâl-pî-El II. war altbabylonischer König von Ešnunna und Sohn von Dāduša. Während seiner Herrschaft stieg Ešnunna infolge massiver politischer Rivalitäten in Babylonien zu einer wichtigen Macht auf. Unter anderem verhalf er Jasmaḫ-Addu in Mari auf den Thron. Die von ihm ausgebaute Vormachtstellung Ešnunnas ging bald wieder verloren, als vermutlich sein Sohn Ṣillî-Sîn von Ḫammu-rapi besiegt wurde.